# رودي سبرينغ
رودي سبرينغ (بالألمانية: Rudi Spring)‏ هو معلم موسيقى وعازف بيانو وملحن وأستاذ جامعي ألماني، ولد في 17 مارس 1962 في لينداو في ألمانيا.

## وصلات خارجية
- رودي سبرينغ على موقع ميوزك برينز (الإنجليزية)
- رودي سبرينغ على موقع ديسكوغز (الإنجليزية)